# Koei-Kan
Il Koei-Kan Karate-dō è uno stile di Karate sviluppato dal maestro Onishi Eizo nel 1952. Il termine può essere tradotto dal giapponese come "Prosperità con felicità".
Eizo è stato allievo di due famosi maestri del Karate di Okinawa - Toyama Kanken (1888-1966) e Kyoda Juhatsu (1887-1968) - e aprì il suo primo dojo di Koei-Kan il 2 aprile 1954, nella prefettura di Kanagawa. Il maestro Onishi era inoltre un esperto in Naha-te e Shuri-te.
Il Koei-Kan presenta un'unica forma di combattimento a contatto pieno chiamato Bogu Kumite (combattimento con armatura di protezione): l'armatura, chiamata bogu, è costituita nello specifico da una maschera di protezione per il volto e di una placca per collegare il movimento della testa a quello delle spalle; un altro aspetto unico dell'allenamento del Koei-Kan è il metodo sistematico di spostamento del corpo, chiamato Tenshin Waza, che integra schivate, gioco di gambe, rotazioni e capriole.
I kata del Koei-Kan includono cinque Pinan Kata, tre Naihanchin, Sanchin, Sanseiru, Seisan, Chintō, quattro Kushanku Kata, due Passai Kata, Sepai, Gojūshiho, Suparinpei, Jaken Ichiro e Renchiken Ichiro; sono inoltre praticati anche i kata del Kobudō di Okinawa, compresi quelli con armi quali bō, nunchaku, sai, kama e tonfa.
Le tecniche primarie sono sostanzialmente quelle classiche del Karate (pugni, parate e calci) mentre quelle secondarie includono proiezioni, strangolamenti, leve articolari e relativi metodi di uscita e in generale il combattimento a terra; anche in questa corrente esistono tre diversi tipi di applicazione: kata (studio delle forme), waza (studio delle tecniche) e kumite (combattimento).
Tra i praticanti più famosi di questa arte si può citare Chuck Liddell, ex campione dei pesi mediomassimi UFC, che iniziò ad allenarsi a nel Koei-Kan a dodici anni.